# Joey Soloway
Joey Soloway (Chicago, 26 de setembro de 1955) é roteirista, diretor de televisão e apresentador de televisão norte-americano. Em 2015, apareceu na lista de 100 pessoas mais influentes do ano pela Time.